# Sächsisches Elbland

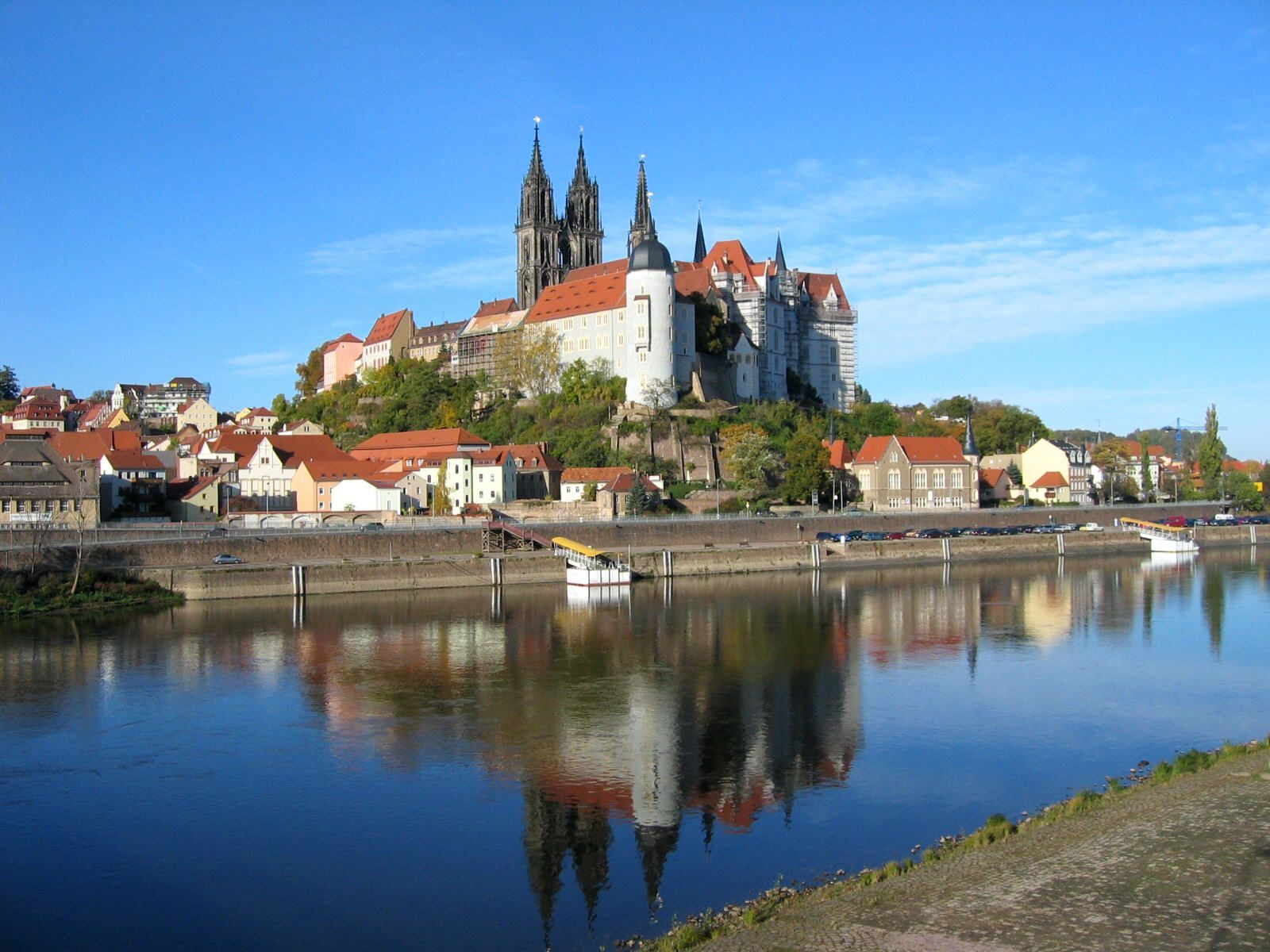
Albrechtsburg und Dom zu Meißen

Das sächsische Elbland ist eine Kulturlandschaft in Sachsen. Es liegt beidseits des namengebenden Flusses Elbe, teils an dessen Oberlauf (Sächsische Schweiz, Osterzgebirge, Dresdner Elbtalweitung und Meißner Durchbruchstal), teils am Mittellauf (Mittelsächsisches Lösshügelland und Großenhainer Pflege sowie Elbe-Elster-Niederung). Bekannte Städte in diesem Gebiet sind Pirna, Dresden, Radebeul, Meißen, Riesa und Torgau.

## Geschichte und Abgrenzung

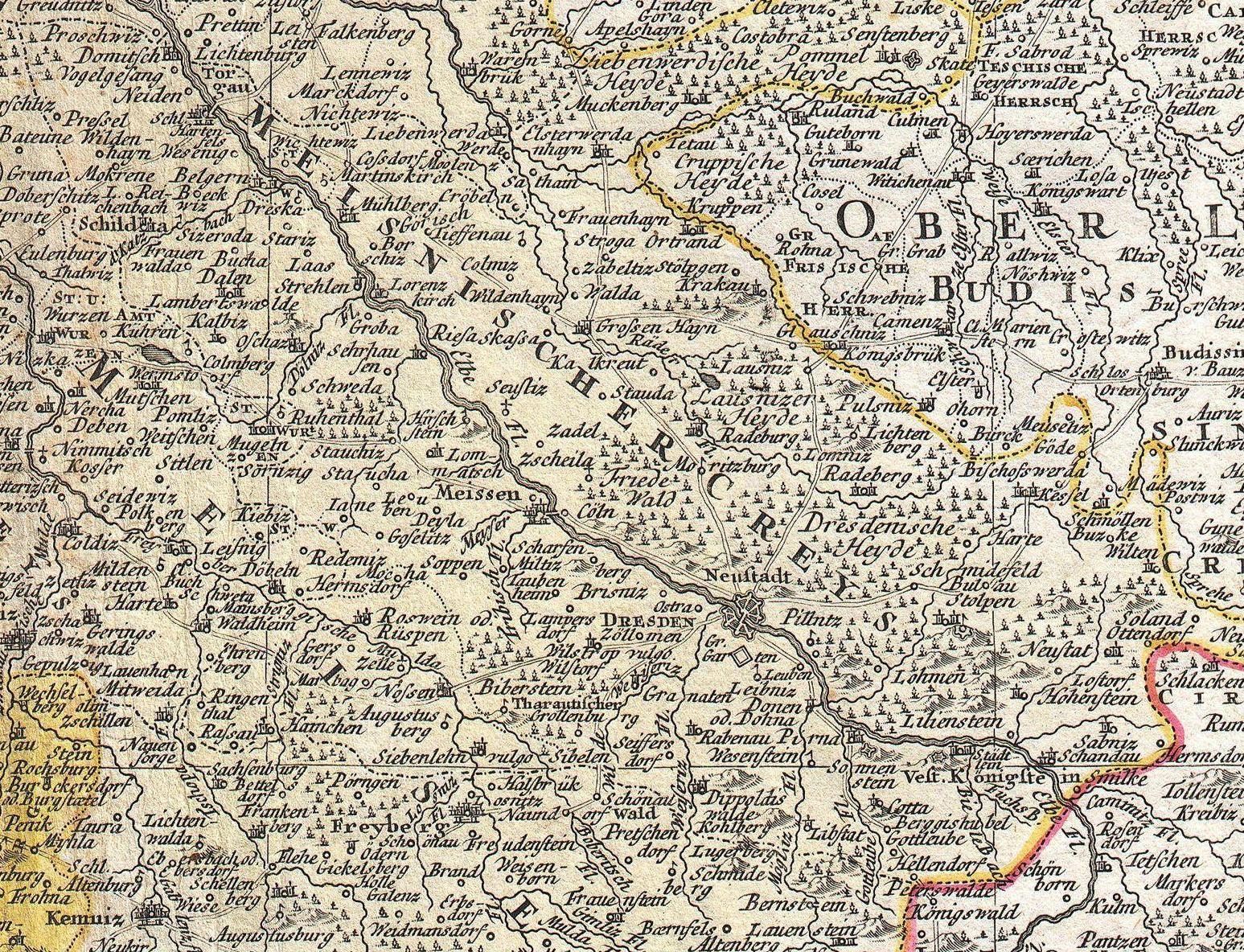
Meißnischer Kreis in einer Karte Sachsens von 1757

Historisch entspricht das Elbland dem Kerngebiet der mittelalterlichen Mark Meißen bzw. ab 1547 dem Meißnischen Kreis des Kurfürstentums Sachsen. „Meißen“ bezeichnete damals nicht nur die Stadt, sondern auch das umgebende Land. Da dieses Gebiet das politische und kulturelle Zentrum Sachsens, das „eigentliche Sachsen“, bildete, hat sich – anders als etwa in der Oberlausitz, im Erzgebirge oder Vogtland – kein Bedürfnis nach Abgrenzung und damit keine eigenständige regionale Identität als „Meißner“ oder „Elbländer“ entwickelt. Die Bewohner identifizieren sich schlicht als Sachsen und als Einwohner ihres jeweiligen Dorfes oder ihrer Stadt. Die Bezeichnung „Sächsisches Elbland“ lässt sich bereits 1907 bei Alfred Hettner belegen, war jedoch in der Allgemeinsprache kaum verbreitet und ist erst seit den 1990er-Jahren stärker in den Sprachgebrauch eingegangen.
Das sächsische Elbland wird im Süden von der Staatsgrenze zur Tschechischen Republik (dem früheren Böhmen) begrenzt. Im Osten grenzen die Flüsse Pulsnitz und Schwarze Elster es von der Oberlausitz ab, die sich in historisch-kultureller Hinsicht deutlich vom übrigen Sachsen unterscheidet. Im Norden grenzt Brandenburg an, wobei man die Gegend um Mühlberg/Elbe, Elsterwerda und Ortrand noch zum sächsischen Elbland zählen kann (dieses Gebiet gehörte bis 1815 zum Meißnischen Kreis Sachsens und kam erst durch den Wiener Kongress zu Preußen bzw. Brandenburg). Am schwersten fällt die Abgrenzung nach Westen, weil es dort weder in landschaftlich-geographischer noch in historisch-politischer Hinsicht eine klare Trennung gibt. Sowohl die Geschichte (Zugehörigkeit zum Meißnischen Kreis) als auch der Meißenische Dialekt sprechen aber dafür, die Gegend um Oschatz noch zum Elbland zu zählen.
In politisch-administrativer Hinsicht umfasst das sächsische Elbland seit der Kreisreform 2008 im Wesentlichen die Landkreise Meißen, Sächsische Schweiz-Osterzgebirge und die Landeshauptstadt Dresden sowie kleinere Teile der Landkreise Bautzen, Mittelsachsen und Nordsachsen. Im Zuge der Kreisreform war im Gespräch, den heutigen Landkreis Meißen „Elbland“ zu nennen, was sich jedoch nicht durchsetze.

## Regionale Kooperation

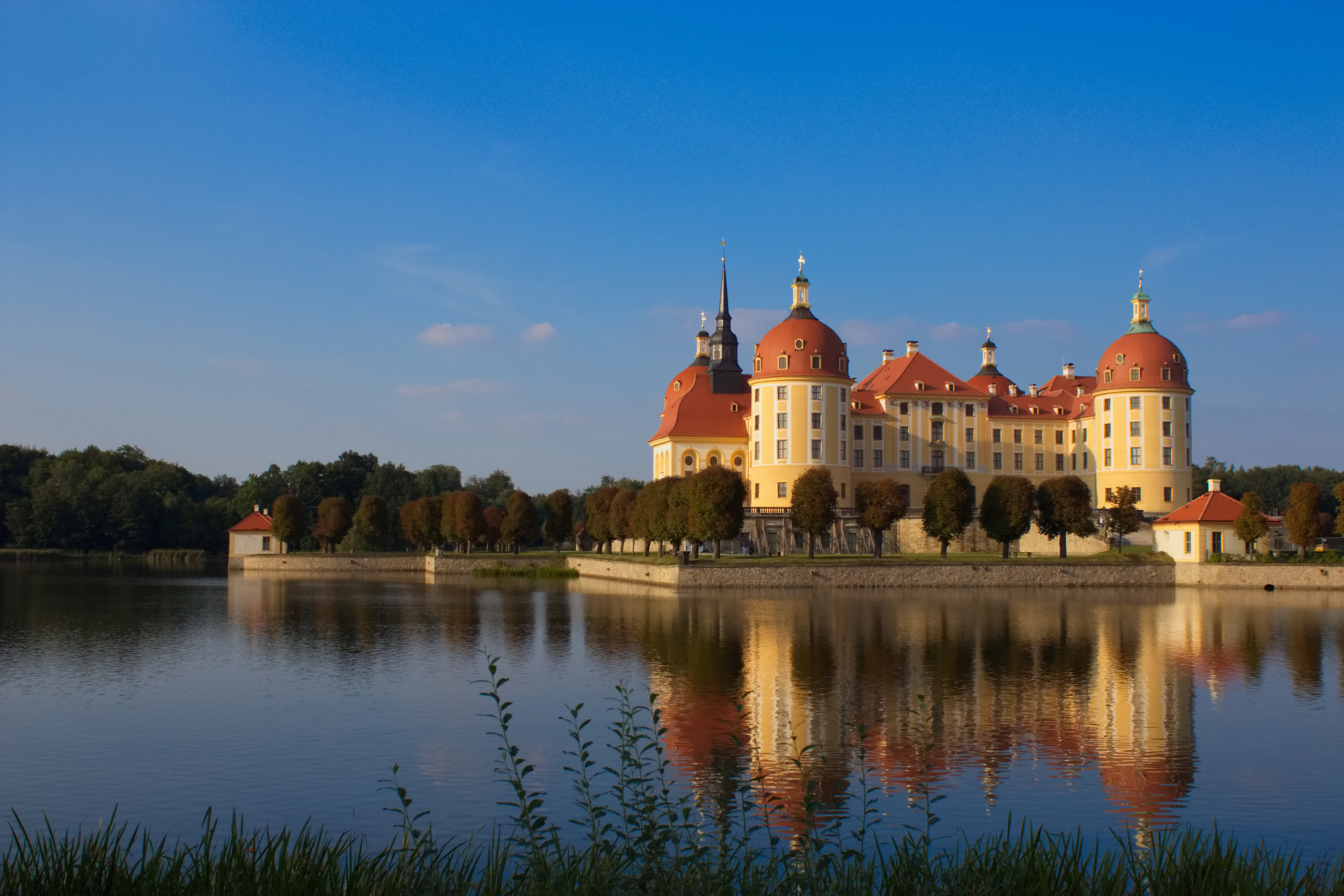
Schloss Moritzburg

Wesentliche Teile des sächsischen Elblands – die Landkreise Meißen und Sächsische Schweiz-Osterzgebirge sowie die Landeshauptstadt Dresden – gehören zur Planungsregion des Regionalen Planungsverbands Oberes Elbtal/Osterzgebirge. Diese sind zugleich Teil der deutsch-tschechischen Euroregion Elbe/Labe. Zudem deckt sich das Elbland weitgehend mit dem Tarifgebiet des Verkehrsverbunds Oberelbe (lediglich die westlichsten Teile, um Torgau und Oschatz, gehören zum Mitteldeutschen Verkehrsverbund).
Von den 1990er-Jahren bis 2017 gab es einen Fremdenverkehrs- bzw. Tourismusverband namens Sächsisches Elbland. Dieser benannte sich jedoch in „Tourismusverband Elbland Dresden“ um und tritt in seiner Außendarstellung seither unter der Marke „Dresden Elbland“ auf. Zu den Mitgliedern des Vereins zählen u. a der Landkreis Meißen, die Städte Dresden, Meißen, Radebeul, Coswig, Großenhain und die Gemeinde Moritzburg.

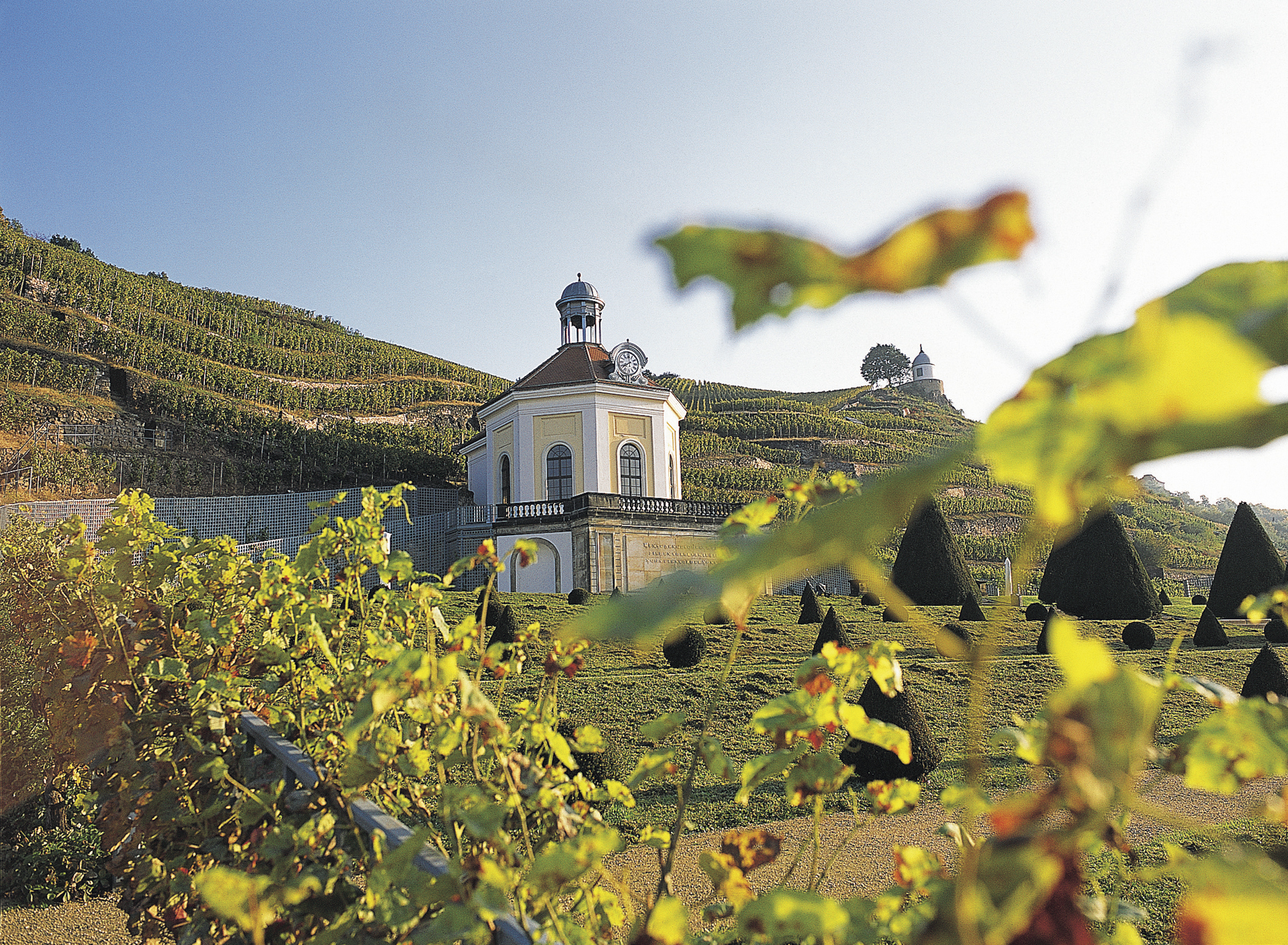
Belvedere von Wackerbarths Ruh’

Im Bereich der Weinwirtschaft ist die Landschaft durch eines der nordöstlichsten Weinanbaugebiete Europas geprägt. An den rechtselbischen Südhängen bei Dresden-Pillnitz und zwischen Radebeul und den Elbweindörfern um Diesbar-Seußlitz wird der Sächsische Wein angebaut. Dieser macht weniger als 1 % des gesamten Weinvolumens Deutschlands aus.
Nach dem sächsischen Elbland benannt ist ein philharmonisches Orchester, die Elbland Philharmonie Sachsen. Sie hat ihren Sitz in Riesa, tritt aber auch regelmäßig in Radebeul, Meißen, Pirna, Großenhain und Rathen auf. Ähnlich verhält es sich mit den Landesbühnen Sachsen: Sie haben ihr Stammhaus in Radebeul, betreiben aber auch die Felsenbühne Rathen und gastieren an zahlreichen weiteren Orten im Elbland und ganz Sachsen.